# 유창 (도공후)
유창(劉敞, ? ~ ?)은 전한 말기의 제후로, 광천유왕의 손자이다.

## 생애
아버지 유량의 뒤를 이어 도후(桃侯)에 봉해졌다.
시호를 공(共)이라 하였고, 아들 유구가 작위를 이었다.

## 출전
- 반고, 《한서》 권15하 왕자후표 下

| 선대 아버지 도양후 유량 | 전한의 도후 ? ~ ? | 후대 아들 유구 |